# Кочур Валентина Олексіївна

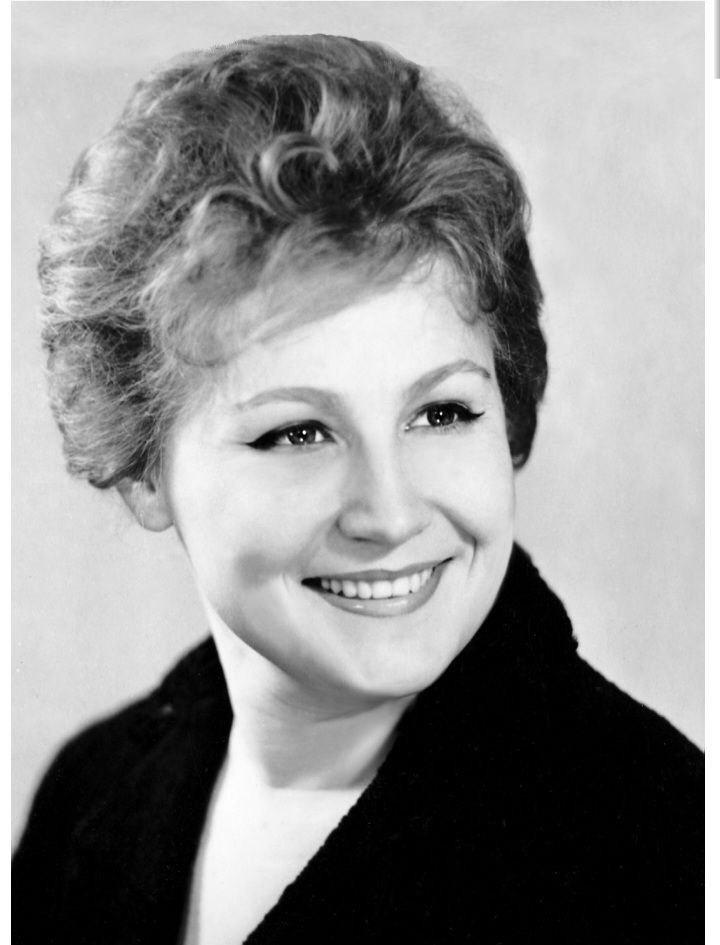
Валентина Олексіївна Кочур, Народна артистка України, професор НМАУ ім. П. І. Чайковського

Валентина Олексіївна Кочур (Бірюкова) (нар. 5 вересня 1941, Донецьк, Українська РСР) — радянська і українська оперна співачка. Народна артистка України (1991), лауреат премії «Образ Мрії» (1995), педагог Національної Музичної Академії України ім. П. І. Чайковського (з 2000 року), професор (з 2011 року), Київського інституту ім. Р. М. Гліера (з 1987).
З 1963 року навчалася в Донецькому музичному училищі, з 1965 року- у Київській державній консерваторії. У 1970 році — стажист Національної опери України.
Солістка Новосибірського театру опери та балету (1972—1974), Дніпропетровського державного академічного театру опери та балету (1974—1976), Київської Національної опери України (з 1976—2011), майстер сцени (з 1970).
Валентина Олексіївна дає численні майстер-класи, бере участь у журі музичних конкурсів.
Одна з видатних співачок другої половини ХХ — початку ХХІ століття. Виступала на провідних оперних сценах Італії, Іспанії, Франції, Німеччини, Голландії, Бельгії, Данії, Швейцарії, Австрії, Угорщини, Румунії, Молдови, Польщі, Югославії, Радянського Союзу та ін. Валентиною Олексіївною здійснено ряд фондових записів на радіо, записано найкращі оперні вистави Національної опери України. Це — «Пікова дама» П. І. Чайковського (Графиня), «Анна Ярославна, королева Франції» А. Рудницького (Графиня Монморансі) та ін. Їй присвячено передачі на телебаченні. У 2004 році вийшов окремий диск « Валентина Кочур. Музика душі моєї». У 2016 р. Тетяна Жигінас написала книгу «Валентина Кочур. Мне снился сон…»

## Життєпис
Валентина Олексіївна народилась наймолодшою дитиною в сім'Ї. Співала вона завжди. У п'ятдесяті роки займалася в дитячому хорі Донецького Палацу піонерів, згодом в ансамблі бандуристів Палацу культури ім. Максима Горького, пізніше в Українському ансамблі пісні й танцю при Донецькій державній філармонії, куди вона була прийнята (sic!) без музичної освіти. У 1962 році Валентина вступила до Донецького музичного училища на вокальний факультет. У 1965 році її рекомендували для участі в заключному турі Республіканського конкурсу музичних училищ України, який проходив у Київській державній філармонії. Там представники Міністерства культури України порадили їй вступати до Київської консерваторії. Коли Валентина приїхала на вступні іспити, захворіла на ангіну (голодні післявоєнні роки давалися взнаки). Вийшовши на сцену з медичною довідкою, вона все ж показала чудовий результат! Валентина пройшла, подолавши величезний конкурс на основний курс вокального факультету. У консерваторії Валентина була дуже вимогливою до себе. Під керівництвом улюбленого педагога, Народної артистки СРСР професора Л. А. Руденко, студентка зрозуміла як потрібно співати. У 1967 р. Валентина взяла участь у Всеукраїнському конкурсі вокалістів, присвяченому 50-річчю ВЛКСМ, який проходив у Київській філармонії, і стала його лауреатом. За роки навчання в консерваторії Валентина виконала партії: Вакханка в «Ноктюрні» М. Лисенка, Клавдія в «Повісті про справжню людину» С. Прокоф'єва, Ольга в «Євгенії Онегіні» П. І. Чайковського, Княгиня в опері «Русалка» О. Даргомижського.
У 1970 р. Валентину Кочур прийняли в Київський театр опери та балету, де за неповні два роки вона виконала такі партії: Кончаківна в «Князі Ігорі» О. Бородіна, Ольга в «Євгенії Онегіні» П. І. Чайковського, Зібель у «Фаусті» Ш. Гуно, Берта в «Севільскому цирюльнику» Дж. Россіні, Кривляка в «Казці про втрачений час» Ю. Рожавської, Хлопчик у «Чарівній флейті» В. А. Моцарта, Пастушок у «Тосці» Дж. Пуччіні, Федор у «Борисі Годунові» М. Мусоргського. Розуміючи, що в столичній опері немало чудових співаків і увійти до провідного репертуару молодій співачці-початківцю буде непросто, масштабного зросту може не трапитися, Валентина їде в Новосибірський академічний театр опери та балету. Там співачка-початківець виконала партії: Кончаківни в «Князі Ігорі» О. Бородина, Княгині в «Русалці» О. Даргомижського, Ольги в «Євгенії Онєгіні» П. І. Чайковського, Любави та Нежати в «Садко», Любаші в «Царевій нареченій» М. Римського-Корсакова, Гаяне в «Алмаст» А. Спендіарова, Зібеля у «Фаусті» Ш. Гуно, підготувала партії Графині в «Піковій дамі» та Іоанни в опері «Орлеанська діва» П. І. Чайковського, і почала роботу над партією Кармен в однойменній опері Ж. Бізе.
Одночасно Валентина Олексіївна приділяла багато часу проведенню сольних концертів, записів на радіо, телебаченні, що мали великий успіх.
Головний режисер Дніпропетровського театру опери та балету зателефонував В. Кочур і запросив її працювати солісткою. Вона з радістю прийняла пропозицію і повернулась на Україну, оскільки дуже сумувала за нею. У Дніпропетровську Валентина Олексіївна виконала Аксинію в «Тихому Доні» І. Дзержинського, Кончаківну в «Князі Ігорі» О. Бородіна, Комісара в «Оптимістичній трагедії» А. Холмінова, Маддалену в «Ріголетто» Дж. Верді, Марту в «Іоланті» П. І. Чайковського, Кармен в однойменній опері Ж. Бізе, Королеву в опері «Білосніжка та семеро гномів» Е. Колмановського. У 1975 році трупа театру повернулася з гастролей із Києва, а Валентина Олексіївна залишилася для участі в урочистих концертах у Палаці «Україна» і в Київській філармонії, які пройшли з величезним успіхом. У 1976 р. співачка взяла участь у Декаді української культури та мистецтва в Білорусії.
У травні 1976 року Валентину Олексіївну було запрошено на прослуховування в партії Кармен Ж. Бізе, після чого зараховано в штат Київського театру опери та балету на посаду провідної солістки. На сцені столичної опери В. Кочур опанувала репертуар світової оперної класики, створивши неповторну галерею вокально-сценічних образів. Тут було виконано її коронні партії.
- Творчість

### Обрані партії

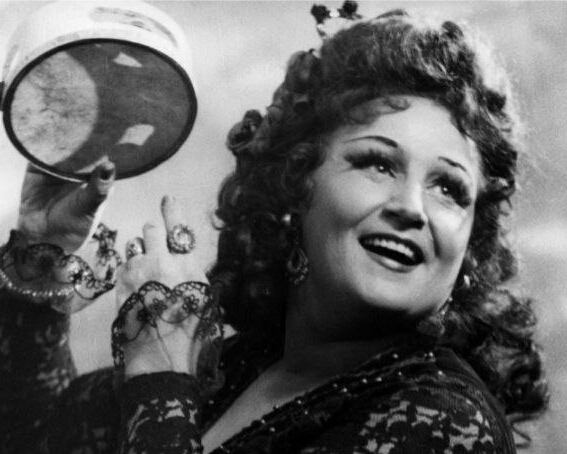
Валентина Кочур. Кармен. («Кармен» — Ж.Бізе).

- Марфа («Хованщина» М. П. Мусоргського) 1980 р. Кармен («Кармен» — Ж. Бізе);
- Ортруда («Лоенгрін» — Р. Вагнер);
- Еболі («Дон Карлос» — Дж. Верді);
- Азучена («Трубадур» — Дж. Верді);
- Ульріка («Бал-Маскарад» — Дж. Верді);
- Амнеріс («Аїда» — Дж. Верді);
- Маддалена («Ріголетто» — Дж. Верді);
- Марфа («Хованщина» — М. Мусоргський);

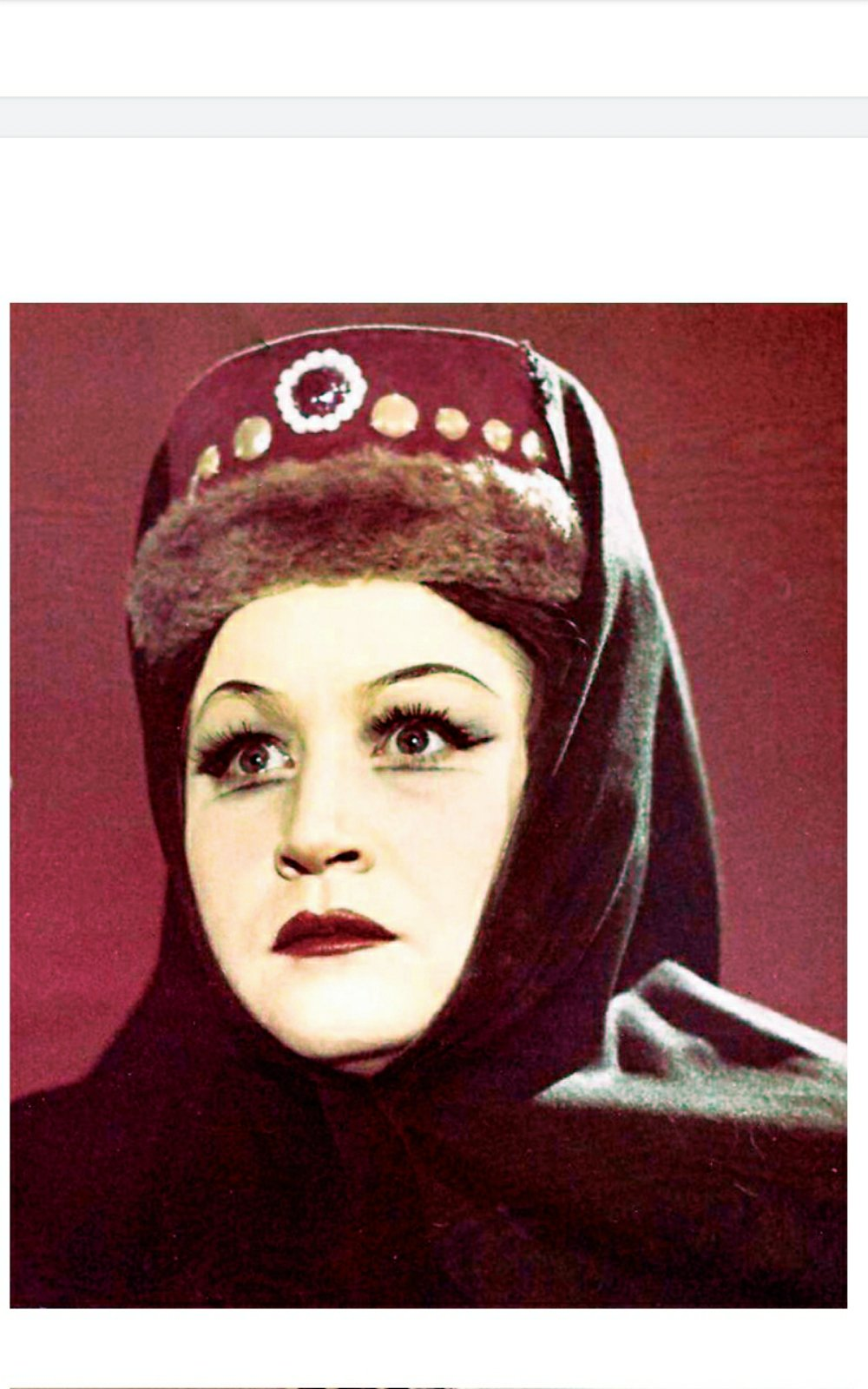
Марфа («Хованщина» М. П. Мусоргського) 1980 р.

- Хівря («Сорочинський ярмарок» — М. Мусоргський);
- Шинкарка, Федір («Борис Годунов» — М. Мусоргський);

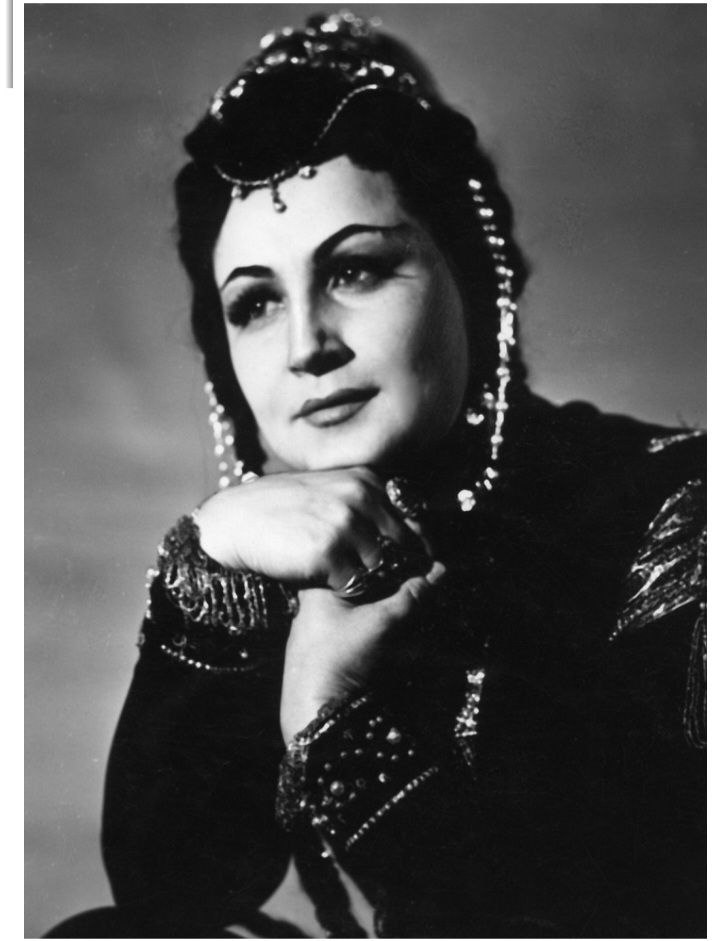
Валентина Кочур. Кончаківна. «Князь Ігор» — О.Бородіна,1976 р.

- Валентина Кочур. Кончаківна. «Князь Ігор» — О.Бородіна,1976 р.Вахраміївна («Аскольдова могила» — А. Верстовський);
- Терпилиха («Наталка Полтавка» — М. Лисенко);
- Настя («Тарас Бульба» — М. Лисенко);
- Графиня Монморансі («Анна Ярославна — королева Франции» А. Рудницький);
- Орфей («Орфей та Евридика» — Х. Глюк);
- Кончаківна («Князь Ігор» — А. Бородін);
- Любаша («Царева наречена» — М. Римський-Корсаков);
- Любава, Нежата («Садко» — М. Римський-Корсаков);
- Княгиня («Русалка» — О. Даргомижський);
- Ваня («Іван Сусанін» — М. Глінка);
- Мати («Арсенал» — Г. Майборода);
- Комісар («Оптимістична трагедія» — О. Холмінов);
- Зібель («Фауст» — Ш. Гуно);
- Настя («Наймичка» — М. Веріківський);

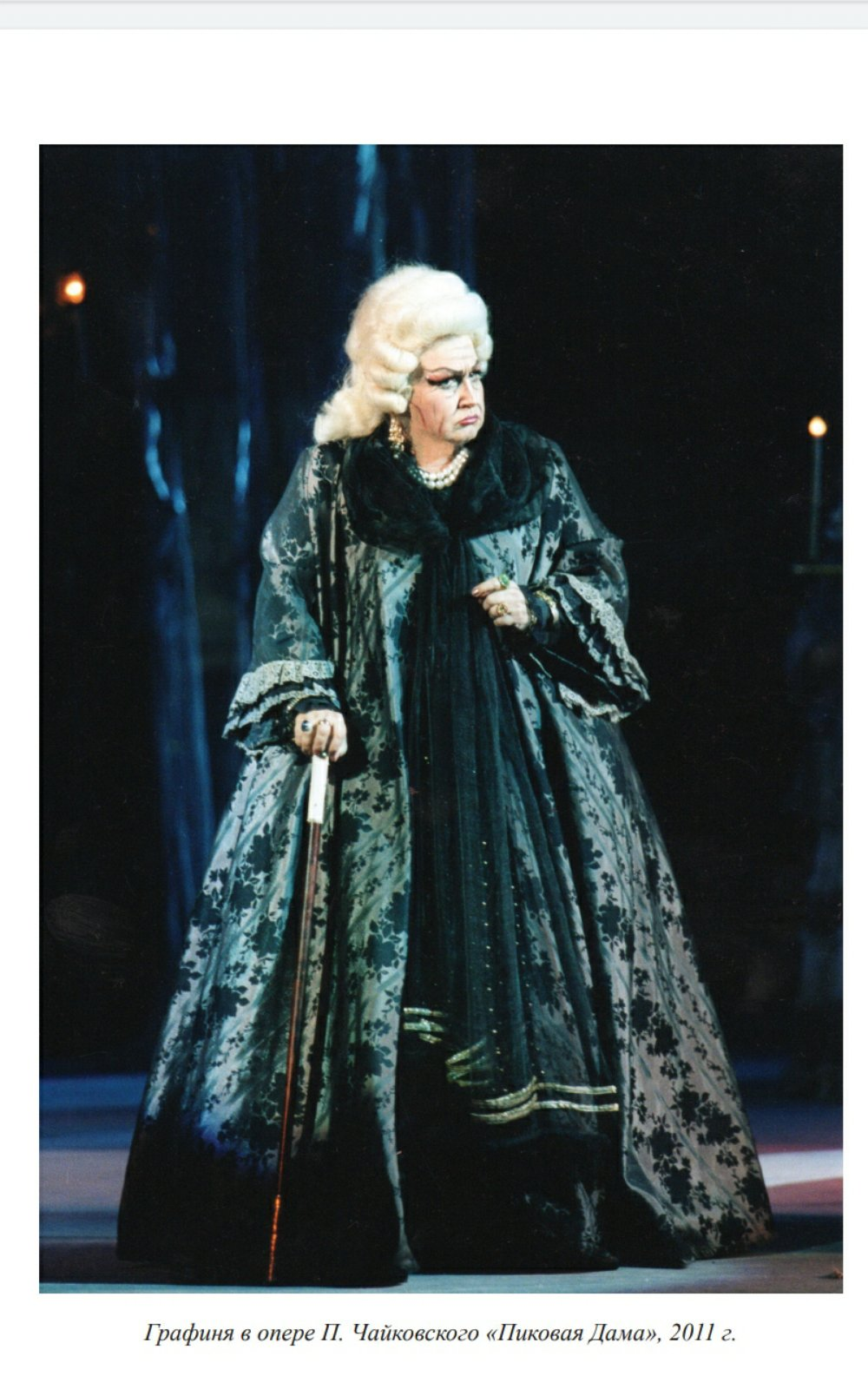

- Ахросімова («Війна і мир» — С. Прокофьєв);
- Аксинія «Тихий Дон» — И. Дзержинський);
- Лючія («Сільська честь» — П. Масканьї);
- Мавра («Золотий обруч» — Б. Лятошинський);
- Любов Кочубей («Мазепа» — П. І. Чайковський);
- Ольга, Няня («Євгеній Онєгін» — П. І. Чайковський);
- Ксенія («Тихий Дон» — І. Дзержинського);
- Еліс  («Лючія де Ляммермур»- Р. Доніцетті);
- Графиня («Пікова дама» — П. І. Чайковський). Незмінною Графинею Валентина Олексіївна була багато років, навіть на відповідальних закордонних гастролях її ніхто не страхував.
- Вакханка («Ноктюрн» — М. Лисенко);
- Клавдія («Повість про справжню людину» — С. Прокофьєв);
- Берта («Севільський цирюльник» — Дж. Россіні);
- Кривляка («Казка про втрачений час» — Ю. Рожавська);
- Хлопчик («Чарівна флейта» — В. А. Моцарт);
- Пастушок («Тоска» — Дж. Пуччіні);
- Гаяне («Алмаст» — А. Спендіаров);
- Іоанна («Орлеанськая діва» — П. І. Чайковський);
- Марта («Іоланта» — П. І. Чайковський);
- Королева («Білосніжка та семеро гномів» — Е. Колмановський);
- Хлопчиш-Поганиш («Хлопчиш-Кибальчиш» — В.Щукін) …та багато інших.

### Концертні виступи

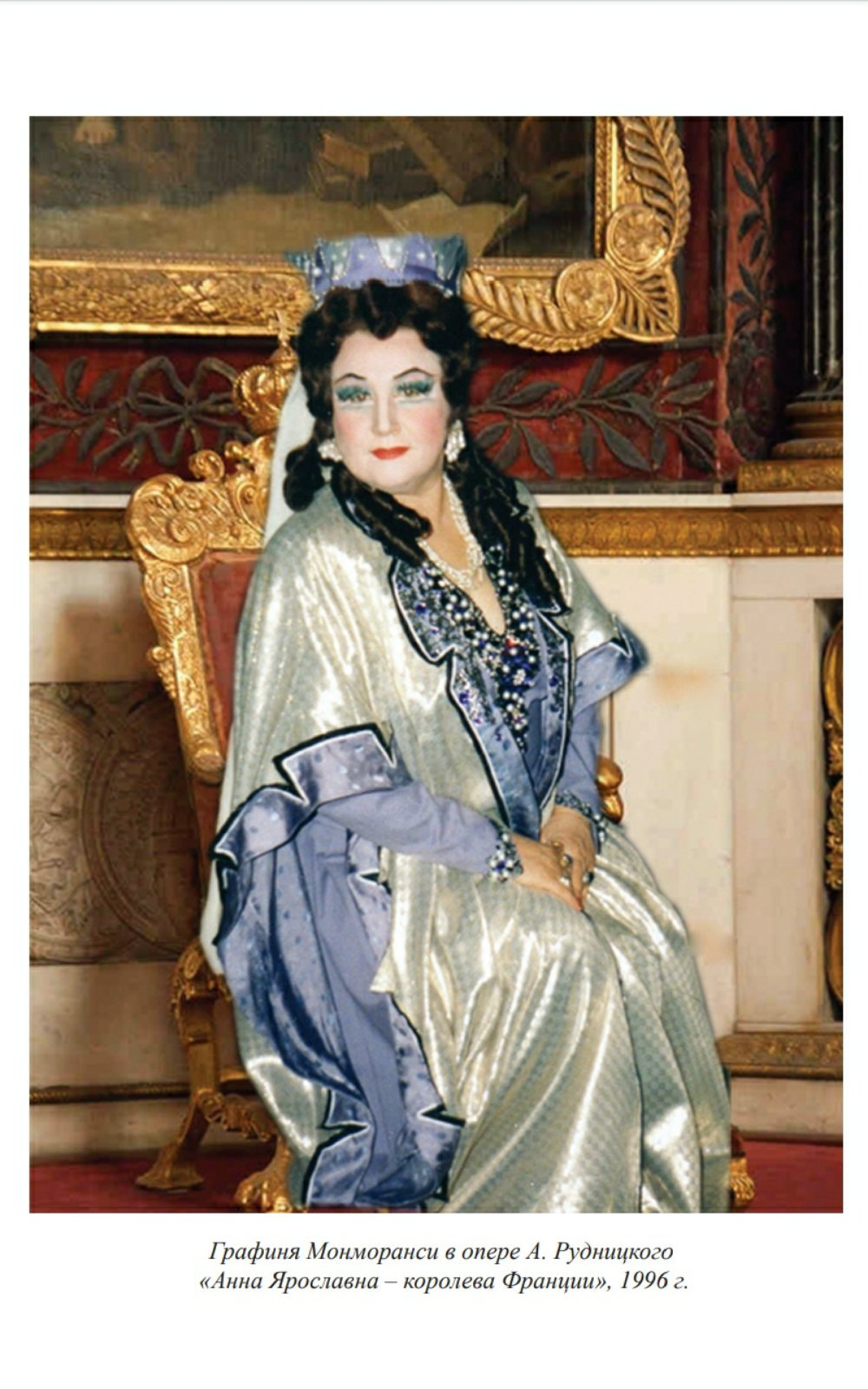

- арія Дідони з опери «Дідона та Еней» Г. Перселла;
- арія Даліли з опери «Самсон і Даліла» К. Сен-Санса;
- монолог і сцена біля фонтану Марини Мнішек у «Борисі Годунові» М. Мусоргського;
- романс Поліни з опери «Пікова дама» П. І. Чайковського та багато інших.
- Вокальна лірика західноєвропейських, українських і російських композиторів, старовинні романси, народні пісні;

## Нагороди
- 1975 — Заслужена артистка УРСР
- 1979 — Почесна грамота Сахалінської обласної ради народних депутатів (у складі концертної групи, яка їздила на Декаду Української культури та мистецтва, що проходив на Сахаліні)
- 1991 — брала участь у Міжнародному фестивалі зірок оперного і балетного мистецтва «Інвіте Марія Бієшу» («Запрошує Марія Бієшу») у Кишиневі, де виконала партію Еболі в опері «Дон Карлос» Дж. Верді та виступила в Заключному концерті
- 1991 — першою з оперних співачок Незалежної України нагороджена званням Народної артистки України
- 1994—1995 — театральна премія «Образ мрії» (автор витончених скульптурних композицій — Монсеррат Рібес, Іспанія) за найкращу акторську роботу театрального сезону і найяскравіший художній образ, створений на київській сцені
- 1996 — Подяка Міністерства культури та мистецтв України
- 2001 — Почесна грамота Кабінету міністрів України — За значний особистий внесок у розвиток національної культури та високий професіоналізм.
- 2004 — медаль Міжнародного академічного рейтингу «Золота фортуна» Міністерства культури і мистецтв «За вагомий внесок у розвиток музичного мистецтва»
- 2019 — медаль «Почесна відзнака» Національної музичної академії
- 2021 — Почесна відзнака до ювілею «Орден за видатні досягнення у музичному мистецтві».